# Duizel en Steensel

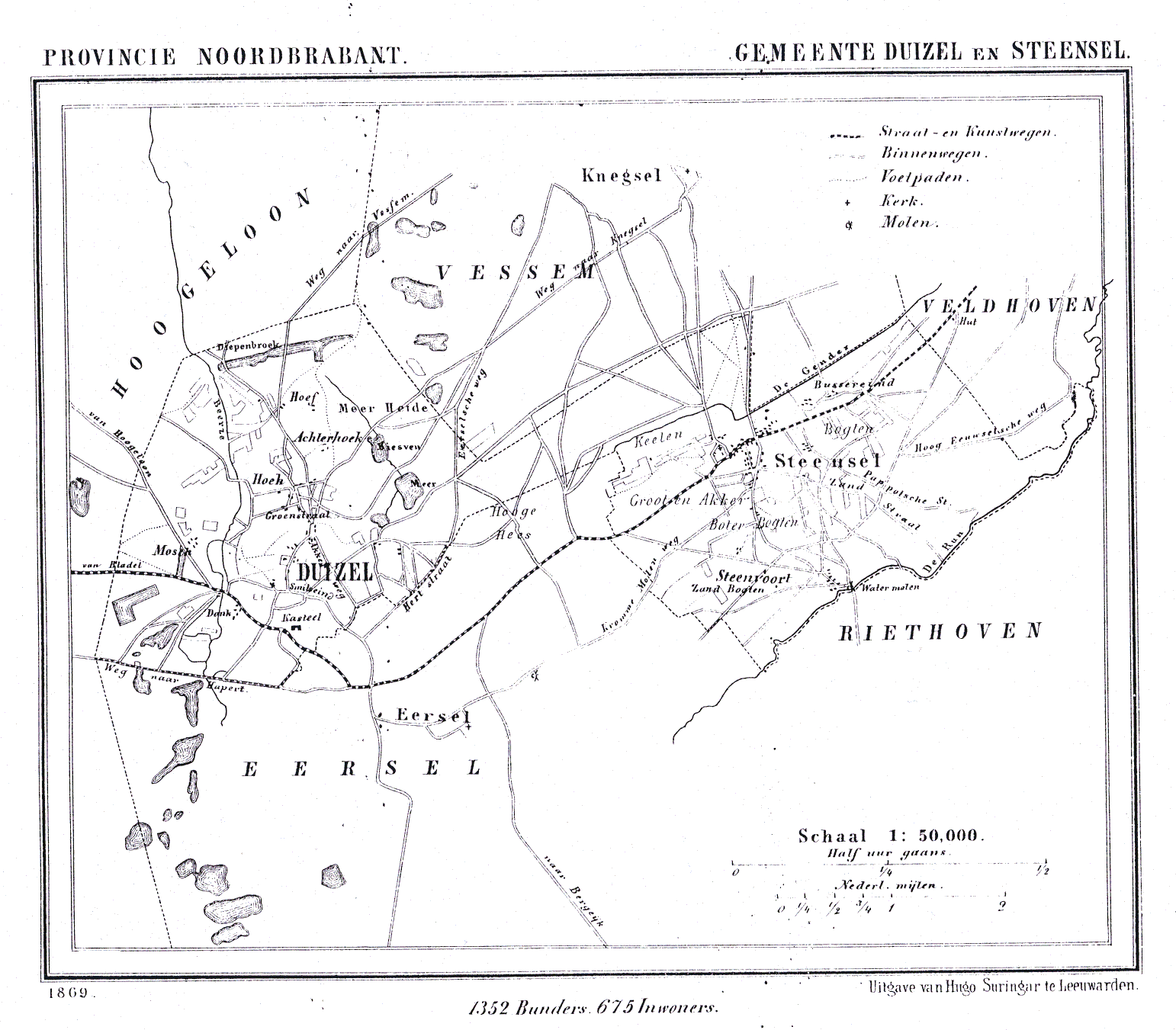
Carte de Duizel en Steensel en 1869

Duizel en Steensel est une ancienne commune néerlandaise dans la province du Brabant-Septentrional.

## Histoire
La commune de Duizel en Steensel a été créée en 1810, en réunissant les anciennes communes de Duizel à l'ouest et de Steensel à l'est. Cette commune avait une superficie de 13,52 km². En 1922, elle a été rattachée à la commune d'Eersel.
En 1840, la commune comptait 103 maisons et 578 habitants, dont 296 à Duizel et 282 à Steensel.

### Référence
1. ↑  Alphabetisch register van alle bewoonde oorden des Rijks, Departement van Oorlog, Éd. Erven Doorman, 's-Gravenhage, 1850